# 北川石松
北川 石松（きたかわ いしまつ、1919年1月28日 - 2013年5月19日）は、日本の政治家。環境庁長官（第24代）、衆議院議員（6期）、大阪府議会議員（5期）、寝屋川市議会議員（1期）等を歴任した。位階は従三位。
長男北川法夫は元・寝屋川市長。次男北川知克は元衆議院議員。

## 生涯
大阪府寝屋川市生まれ。
関西大学第二商業学校、大阪工業専修学校応用化学科を卒業。関西大学法学部中退。
1951年、寝屋川市議会議員選挙に出馬し、初当選した。1955年には大阪府議会議員選挙に鞍替えし、当選。以後5期連続で当選し、1970年には大阪府議会議長に就任する。
1972年、第33回衆議院議員総選挙に自由民主党公認で旧大阪府第3区から出馬するが、落選。
1976年、第34回衆議院議員総選挙にて旧大阪府第7区に鞍替えして自由民主党公認で出馬し、当選。当選後は三木派に属し、三木武夫の薫陶を受ける。
自治政務次官、衆議院外務委員長などを経て1990年2月、第2次海部内閣で環境庁長官に任命され、初入閣。環境庁長官在任中は自然環境への影響を懸念する立場から長良川河口堰の建設に異議を唱え存在感を発揮するも、金丸信ら自民党建設族の反発を受け、1993年の第40回衆議院議員総選挙では同党新人の中司宏との票割れもあって落選した。
1996年の第41回衆議院議員総選挙では、小選挙区比例代表並立制の導入に伴い新設された大阪12区から自民党公認で出馬したが、新進党公認の樽床伸二に敗れ、落選。次男・北川知克に地盤を継承し、政界を引退した。
1997年、勲一等瑞宝章受章。
2013年5月19日、老衰のため大阪府寝屋川市の自宅で死去。94歳没。叙従三位。

## 著書
- 天野礼子・北川石松『巨大な愚行 長良川河口堰 政・官・財癒着の象徴』（風媒社、1994年）